# Олена Тирел
Олена Тирел (енгл. Olenna Tyrell) је измишљени лик из серије епско-фантастичних романа Песма леда и ватре америчког аутора Џорџа Р. Р. Мартина и њене телевизијске адаптације Игра престола.
Олена се први пут помиње у роману Игра престола (1996) и појављује се у романима Олуја мачева (2000) и Гозба за вране (2005). Она је матријарх моћне породице Тирел, највеће и друге најбогатије од осам Великих кућа Вестероса. Олену карактеришу њена лукавост, амбиција и оштар смисао за хумор (што је и основа за њену титулу Краљице трња, са сигилом руже Тирелових). Иако је њена породица у савезу са Ланистерима у Краљевој Луци, она често сматра да су њене махинације у супротности са њиховим, посебно онима Тивина Ланистера. Она је, заједно са Петиром Белишем, одговорна за смрт краља Џофрија Баратеона током његовог венчања са њеном унуком и штићеницом Маргери.
У HBO-овој телевизијској адаптацији, Олену је тумачила енглеска глумачка ветеранка Дајана Риг, која је добила значајне похвале критичара за тумачење лика. Ригова је била номинована за награду Еми за најбољу гостујућу глумицу у драмској серији за своје изведбе 2013, 2014, 2015. и 2018. године.